# La Vansa Fornols
La Vansa-Fórnols (en catalán y oficialmente, La Vansa i Fórnols) es un municipio de Cataluña, España. Pertenece a la provincia de Lérida y se encuentra en la comarca del Alto Urgel. Según datos de 2008 su población era de 188 habitantes. Incluye los núcleos de Adrahent, la Barceloneta, Colldarnat, Fornols, Montargull, Ossera, Padrinàs, Sant Pere, Sisquer y Sorribes de la Vansa.

## Historia
El nombre de La Vansa aparece citado ya en el acta de consagración de la catedral de Urgel con el nombre de Lavancia. Estuvo vinculado al condado de Urgel y más adelante al de Cerdaña. Fornols perteneció a la baronía de los Pinós.
El municipio actual se formó en 1973 al unirse los términos de Fórnols con el de La Vansa.

## Cultura
Dentro del término municipal se encuentran diversos edificios de origen románico, como la iglesia parroquial de San Martín de La Vansa, de tres naves. Otro edificio románico es la iglesia de San Julián dels Garrics que está decorada en su exterior con arquerías de estilo lombardo.
También es de origen románico la iglesia parroquial de San Clemente en Fornols, aunque sólo se conserva un parte del muro original.
Fornols celebra su fiesta mayor en el mes de noviembre.

## Demografía
| Gráfica de evolución demográfica de La Vansa entre 1857 y 1970 |
| |
| Población de derecho según los censos de población del INE Población de hecho según los censos de población del INEEntre el censo de 1981 y el anterior, este municipio desaparece porque se agrupa en el municipio 25909 (La Vansa Fornols) |

Cuenta con una población de 188 habitantes (INE 2024).
| Gráfica de evolución demográfica de La Vansa Fornols entre 1981 y 2021 |
| |
| Población de derecho según los censos de población del INE Población de hecho según los censos de población del INEEn este censo se denominaba Vansa Fornols, La: 1981 Entre el censo de 1981 y el anterior, aparece este municipio porque se fusionan los municipios 25095 (Fornols) y 25241 (La Vansa) |

## Economía
La principal actividad económica es la ganadería, destacando los rebaños de ganado bovino y ovino. En cuanto a la agricultura, los cultivos principales son los de patata.